# Insjöar i Sverige
| Vänern och Vättern, Sveriges två största sjöar. |  | Vänern och Vättern, Sveriges två största sjöar. |
| Vänern och Vättern, Sveriges två största sjöar. |  |                                                 |

| Hjälmaren och Storsjön, Sveriges fjärde respektive femte största sjöar. |  | Hjälmaren och Storsjön, Sveriges fjärde respektive femte största sjöar. |
| Hjälmaren och Storsjön, Sveriges fjärde respektive femte största sjöar. |  |                                                                         |

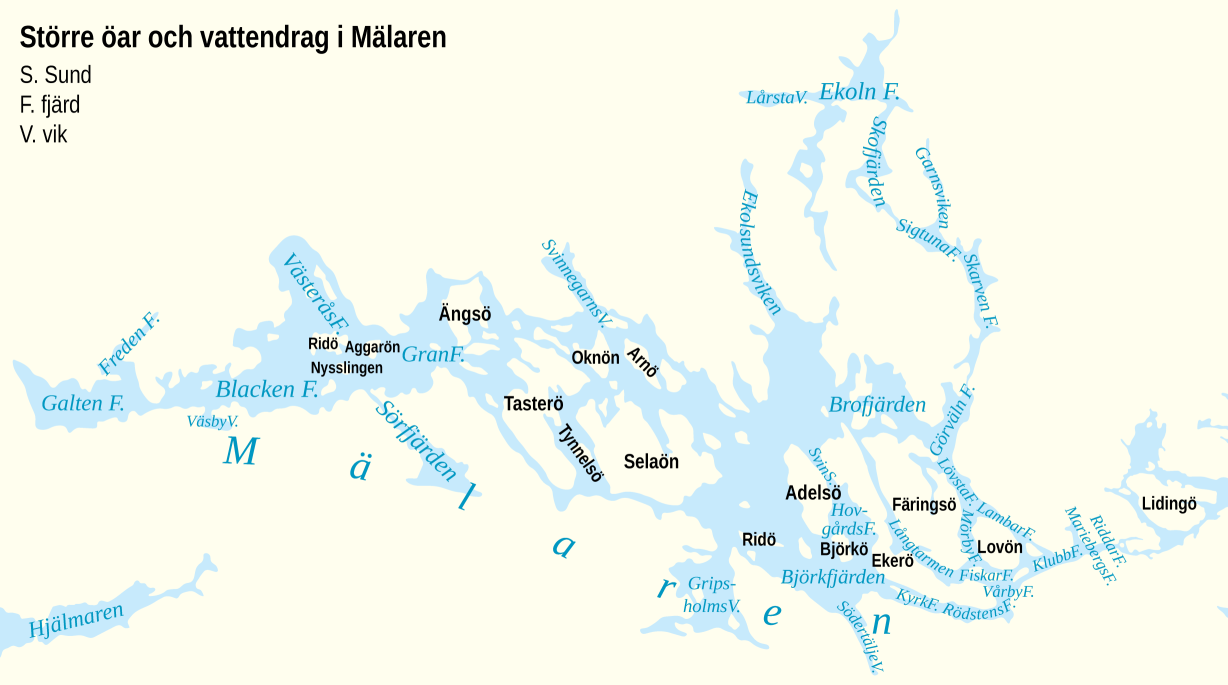
Mälaren, Sveriges tredje största sjö.

Sveriges insjöar är cirka 100 000 till antalet, och landet är ett av världens mest sjörika. Totalt täcker sjöarna närmare nio procent av Sveriges totala yta.

## Antal och översikt
I Sverige finns cirka 100 000 insjöar. Enligt forskning som presenterades av Uppsala universitet 2014 utgör detta en knapp promille av de uppskattningsvis 117 miljoner insjöarna i världen. Oräknat frusna glaciärområden på Grönland och Antarktis täcker världens sjöar knappt 4 procent av den totala landytan, och den totala längden på världens sjöstränder täcker cirka 250 varv runt jorden. Detta kan jämföras med de svenska sjöarna, vilka täcker uppemot 9 procent av Sveriges landyta.

### Antal och storlek
Antalet sjöar beror på kriteriet som används för att benämna något en sjö. I UU:s beräkningsmodell används 0,2 hektar (2 000 kvadratmeter) som minimistorlek på en sjö, medan SMHI använder 1 hektar som gräns. I Sverige finns enligt Hydrografi i Nätverk knappt 87 000 sjöar med vattenytor som är större än 1 hektar, enligt en annan räkning med samma utgångspunkt cirka 95 700 sjöar. Enligt denna sistnämnda gränsdragning är Blekinge det landskap i Sverige som har flest sjöar per kvadratkilometer. Landskapet har dock betydligt färre större sjöar än grannlandskapen Småland och Skåne. I Sjöregistret hos Svenskt Vattenarkiv listas nästan 103 000 sjöar. SMHI och Lantmäteriet listar gemensamt över 369 000 vattensamlingar, inklusive många av betydligt mindre storlek.
Cirka 80 000 svenska sjöar är mellan en och tio hektar stora. En tredjedel av den totala sjöytan i landet utgörs dock av de 23 största sjöarna, vilka alla är över 100 kvadratkilometer i storlek.
Sjöarna har totalt cirka 30 000 olika namn, där de vanligaste är Långtjärnen, Svarttjärnen, Stortjärnen, Abborrtjärnen och Lillsjön. Uppemot 40 000 av Sveriges sjöar saknar dock namn.

### Geografisk fördelning
Inom Norrbottens län finns 30 procent av Sveriges sjöar. Länet härbärgerar även landets djupaste sjö Hornavan, där de senaste mätningarna angett 212 meter som största vattendjup.
De fem "sjötätaste" svenska landskapen (flest sjöar per kvadratkilometer) är Blekinge (0,32, motsvarande cirka 900 sjöar), följt av Lappland (0,27), Dalsland (0,24), Jämtland och Härjedalen (båda 0,21). Räknat efter sjöytan i procent av landskapets totala yta är Dalsland i topp, med 25 procent. Därefter följer Västergötland och Värmland (båda 19 procent), Östergötland (14 procent) och Närke (13 procent); alla dessa fem landskap har del av en eller flera av Sverige fyra största insjöar.
Gotland och Öland tillhör de mest sjöfattiga landskapen i Sverige, och Öland räknas ibland som det allra sjöfattigaste med endast 17 av Sveriges 95 700 sjöar. Detta förklaras till stor del av en berggrund av kalksten, ett material som har lättare för att släppa igenom regnvatten.

## Hydrologi
Hydrologiskt kan Sverige delas in i olika zoner. Dessa kan listas som:
| Hydrologiska områden                          | sjöantal och storlek     | brutenhet               | geologi och biologi            |
| --------------------------------------------- | ------------------------ | ----------------------- | ------------------------------ |
| Fjällområden                                  | många små och medelstora | stor                    | kalfjäll och morän             |
| Förfjällens slättområden                      | relativt få och stora    | liten                   | myrar och morän                |
| Mellersta och norra skogsområdena             | många små                | stor                    | myrar och morän                |
| Norrlands kustområden                         | få och stora             | liten                   | sedimentära slättområden       |
| Mellansvenska slätterna                       | få                       | mycket liten            | gammal havsbotten              |
| Småländska höglandet                          | relativt många och stora | slättlandskap           | myrar och morän                |
| Högplatåns västra och östra sluttningsområden | många och små            | stor                    | morän och kalt berg            |
| Västkusten                                    | få och små               | blandad                 | strandslätter och berg i dagen |
| Skåne                                         | få och små               | back- och slättlandskap | moränlera på kalkberggrund     |
| Kalmarslätten                                 | mycket få                | slättlandskap           | morän och sand                 |
| Öland och Gotland                             | mycket få                | liten                   | kalksten i dagen               |

## Geologi och biologi
Sjöar skapas som vattensamlingar, där tillflödet från nederbörd och vattendrag är större än avflöde via vattendrag, avdunstning eller mänskligt utnyttjande som vattentäkt. Sverige har en gynnsam geologi och topografi för bildandet av sjöar, eftersom inlandsisen skapat en stor mängd sprickor och fördjupningar i berggrunden.
I stora delar av Sverige har insjöar och våtmarker minskat i yta och antal genom mänsklig påverkan, genom utdikning, sjösänkning, landhöjning eller naturlig igenväxning.
De svenska insjöarna kan delas in efter olika naturtyper, enligt Europeiska unionens art- och habitatdirektiv. Det ger följande fem typindelningar:
- näringsfattiga sjöar
- ävjestrandsjöar
- kransalgssjöar
- naturligt näringsrika sjöar
- myrsjöar

## Lista över Sveriges största insjöar
Nedan listas de största insjöarna i Sverige. Tabellen kan sorteras efter areal eller volym.
| Nr  | Insjöar                     | Areal (km²)  | Volym (km³) |
| --- | --------------------------- | ------------ | ----------- |
| 1   | Vänern                      | 5 450        | 153         |
| 2   | Vättern                     | 1 886        | 73,5        |
| 3   | Mälaren                     | 1 073        | 14,3        |
| 4   | Hjälmaren                   | 464          | 3,0         |
| 5   | Storsjön                    | 458          | 8,0         |
| 6   | Torneträsk                  | 331          | 17,1        |
| 7   | Siljan                      | 293          | 8,1         |
| 8   | Hornavan                    | 262          | 11,2        |
| 9   | Akkajaure                   | 260 / 94–242 | 7,8         |
| 10  | Uddjaure/Uddjaur            | 249–252      | 3,7         |
| 11  | Storavan                    | 183,6        | 1,39        |
| 12  | Bolmen                      | 173,2        | 1,07        |
| 13  | Storuman                    | 170,7        | 4,19        |
| 14  | Stora Lulevatten            | 162,7        | 1,31        |
| 15  | Kallsjön                    | 158,5        | 6,14        |
| 16  | Åsnen                       | 147,5        | 0,46        |
| 17  | Ströms Vattudal             | 145,7        | 2,92        |
| 18  | Stora Le/Foxen              | 136,1        | 0,95        |
| 19  | Skagern                     | 132,2        | 3,32        |
| 20  | Sommen                      | 131,9        | 2,20        |
| 21  | Virihávrre                  | 112,4        | 4,43        |
| 22  | Flåsjön                     | 110,0        | 2,88        |
| 23  | Torrön                      | 103,0        | 1,18        |
| 24  | Malgomaj                    | 102,8        | 3,12        |
| 25  | Glafsfjorden                | 99,8         | 0,59        |
| 26  | Roxen                       | 95,0         | 0,46        |
| 27  | Unden                       | 92,9         | 2,92        |
| 28  | Vásstenjávrre               | 89,8         | 2,97        |
| 29  | Över-Uman                   | 85,1         | 1,54        |
| 30  | Vojmsjön                    | 83,4         | 3,11        |
| 31  | Näkten                      | 83,1         | 1,36        |
| 32  | Norrdellen                  | 80,4         | 1,49        |
| 33  | Tjaktjajávrre               | 76,9         |             |
| 34  | Värmeln                     | 74,7         |             |
| 35  | Revsundssjön                | 73,5         | 0,12        |
| 36  | Glan                        | 73,3         | 0,73        |
| 37  | Siiddasjávri                | 73,1         |             |
| 38  | Storsjön, Gästrikland       | 70,7         |             |
| 39  | Sádijávrre                  | 68,9         |             |
| 40  | Tjeggelvas                  | 66,9         |             |
| 41  | Kvarnbergsvattnet           | 65,9         | 2,72        |
| 42  | Båven                       | 64,2         | 0,65        |
| 43  | Svegssjön                   | 63,6         |             |
| 44  | Runn                        | 63,5         | 0,53        |
| 45  | Riebnes                     | 63,4         | 0,74        |
| 46  | Amungen                     | 60,7         |             |
| 47  | Bramsöfjärden               | 60,2         |             |
| 48  | Karats                      | 59,8         | 0,46        |
| 49  | Pieskehaure                 | 58,8         |             |
| 50  | Ånnsjön                     | 57,5         |             |
| 51  | Gardiken                    | 56,8         | 0,24        |
| 52  | Storjuktan                  | 55,2         | 0,23        |
| 53  | Mjörn                       | 54,6         | 0,86        |
| 54  | Kultsjön                    | 53,4         | 1,18        |
| 55  | Lelång                      | 53,0         | 1,20        |
| 56  | Åsunden, Östergötland       | 52,6         | 0,77        |
| 57  | Orsasjön                    | 52,3         |             |
| 58  | Langas                      | 52,3         | 0,65        |
| 59  | Storvindeln                 | 52,2         | 0,61        |
| 60  | Randijaure                  | 50,9         | 0,26        |
| 61  | Holmsjön, Ånge kommun       | 50,8         | 0,30        |
| 62  | Sördellen                   | 50,2         | 1,23        |
| 63  | Ivösjön                     | 50,2         | 0,56        |
| 64  | Skalka                      | 49,1         |             |
| 65  | Stor-Rensjön                | 48,7         |             |
| 66  | Helgasjön                   | 48,5         | 0,30        |
| 67  | Yngaren                     | 47,9         | 0,42        |
| 68  | Västra Silen                | 47,0         |             |
| 69  | Mellan-Fryken               | 46,7         |             |
| 70  | Möckeln                     | 46,1         | 0,13        |
| 71  | Landösjön                   | 46,1         |             |
| 72  | Viken                       | 45,7         |             |
| 73  | Hotagen                     | 45,4         | 0,73        |
| 74  | Tåsjön                      | 45,0         | 0,47        |
| 75  | Färnebofjärden              | 44,4         | 0,13        |
| 76  | Tåkern                      | 44,1         | 0,03        |
| 77  | Håckrenmagasinet            | 43,4         | 0,70        |
| 78  | Bergviken                   | 42,9         |             |
| 79  | Vidöstern                   | 42,6         | 0,19        |
| 80  | Övre Fryken                 | 41,9         |             |
| 81  | Näldsjön                    | 41,8         |             |
| 82  | Stor-Blåsjön                | 40,3         | 1,34        |
| 83  | Sädvvájávrre                | 40,1         | 0,76        |
| 84  | Ledvattnet                  | 39,1         |             |
| 85  | Väsman                      | 39,1         |             |
| 86  | Tisnaren                    | 37,8         | 0,29        |
| 87  | Östra Silen                 | 37,7         | 0,66        |
| 88  | Juvuln                      | 37,6         |             |
| 89  | Holmsjön, Sundsvalls kommun | 36,6         | 0,42        |
| 90  | Trängseldammen              | 36,4         | 0,88        |
| 91  | Flåren                      | 35,3         | 0,14        |
| 92  | Stora Gla                   | 34,4         | 0,63        |
| 93  | Venjanssjön                 | 34,3         |             |
| 94  | Råstojaure                  | 34,1         |             |
| 95  | Betarsjön                   | 34,1         | 0,32        |
| 96  | Aisjaure                    | 34,0         |             |
| 97  | Rusken                      | 34,0         | 0,14        |
| 98  | Saggat                      | 33,8         | 1,02        |
| 99  | Åsunden, Västergötland      | 32,7         | 0,27        |
| 100 | Abelvattnet                 | 32,6         | 0,36        |